# Speonomus ehlersi
Speonomus ehlersi es una especie de escarabajo del género Speonomus, familia Leiodidae. Fue descrita por Abeille de Perrin en 1872. Se encuentra en Francia.